# Calycobolus lanulosus
Calycobolus lanulosus är en vindeväxtart som beskrevs av D.F Austin. Calycobolus lanulosus ingår i släktet Calycobolus och familjen vindeväxter. Inga underarter finns listade i Catalogue of Life.